# Severovýchodní Afrika

Severovýchodní Afrika

Severovýchodní Afrika je geografický regionální termín používaný pro africké země nacházejících se v okolí Rudého moře. Leží mezi severní a východní Afrikou a zahrnuje především oblasti Afrického rohu (Etiopie, Eritrea, Somálsko, Džibutsko), Súdány (Súdán a Jižní Súdán) a Egypt. Někdy jsou do ní zahrnovány též další státy (Keňa, Čad, Libye).
Oblast severovýchodní Afriky má velmi dlouhou historii osídlení. Fosilní nálezy pochází od raných hominidů až po moderního člověka. Oblast je jednou z geneticky a jazykově nejrozmanitějších oblastí světa, která je domovem mnoha civilizací a nachází se na důležité obchodní cestě, která spojuje několik kontinentů.